# كاشف تيبي
كاشف تيبي هو مركب عضوي فلزي يحوي على فلزي التيتانيوم والألومنيوم، وله الصيغة المجملة C13H18AlClTi. ينسب هذا الكاشف إلى مكتشفه الكيميائي الأمريكي فريديريك تيبي Frederick N. Tebbe.
يتكون الكاشف بنيوياً من مركزين فلزيين ذوي بنية جزيئية رباعية السطوح، ومتصلين ببعضهما عبر ربيطتين جسريتين؛ إذ يرتبط مركز التيتانيوم بحلقتين من أنيون حلقي البنتاديينيل، في حين أن مركز الألومنيوم يرتبط بمجموعتي ميثيل. ويرتبط المركزان عبر جسر ميثيلين وعبر ذرة كلور وفق بنية قريبة من بنية جزيئية مستوية مربعة.

## التحضير
يحضر هذا الكاشف من تفاعل ثنائي كلوريد التيتانوسين مع ثلاثي ميثيل الألومنيوم في وسط من التولوين عند درجة حرارة الغرفة وبتحريك مستمر لمدة ثلاثة أيام؛ يستحصل على الشكل الفعال Cp2TiCH2 في عملية المثيلة من إضافة قاعدة مناسبة.

## الخواص
يوجد المركب في الشروط القياسية على هيئة صلب أحمر، وهو ينحل في المذيبات العضوية مثل التولوين والبنزين وثنائي كلورو الميثان.

## الاستخدامات
يستخدم في مجال الاصطناع العضوي من أجل مثيلة الكربونيل؛ أي تحويل الرابطة الحاوية على كربونيل R2C=O إلى وحدة R2C=CH2 الموافقة.